# 유엔 안전 보장 이사회 결의 제2673호
유엔 안전 보장 이사회 결의 제2673호는 2023년 1월 11일 만장일치로 통과되었다. 주요 내용은 안보리가 콜롬비아에 있는 유엔 검증단의 임무를 확대하고 콜롬비아 평화 프로세스에 대한 공약을 재확인하는 것이다.

## 같이 보기
- 유엔 안전 보장 이사회 결의 제2601~2700호 목록